# Novos Baianos (álbum)
Novos Baianos (também chamado de Linguagem do Alunte) é o quarto álbum de estúdio do grupo musical brasileiro da Bahia, Novos Baianos. Foi o último álbum lançado antes da saída de Moraes Moreira do grupo.

## Gravação e Produção
A gravação do disco aconteceu em uma fazenda no estado de São Paulo, a convite de um executivo da gravadora. Pela primeira vez o grupo lançou mais de um álbum de estúdio pela mesma gravadora, a Continental. No ano de 2002 o álbum foi re-lançado em CD pela gravadora Warner Music, na coleção nomeada de 'Dois Momentos'.

## Música
O disco é formado por 9 faixas, maioria delas composições de Luiz Galvão e Moraes Moreira. Possui também a faixa "Isabel (Bebel)", uma das raras composições de João Gilberto, que foi um dos músicos brasileiros de maior influencia sobre os Novos Baianos. A canção "Reis da Bola", é um frevo afro, que presta uma homenagem ao futebol brasileiro. Como o próprio título alternativo do álbum sugere, os Novos Baianos estavam criando uma nova linguagem. O termo "Alunte" é uma palavra introduzida no vocabulário dos membros do grupo, que significava algo "muito pra lá de alucinação", segundo Moraes Moreira.

## Faixas
1. "Fala Tamborim (Em pleno 74)" (Luiz Galvão/Moraes Moreira)
2. "Ladeira da Praça" (Galvão/Moreira)
3. "Eu sou o caso deles" (Galvão/Moreira)
4. "Miragem" (Galvão/Moreira)
5. "Isabel (Bebel)" (João Gilberto)
6. "Linguagem do Alunte" (Galvão /Pepeu Gomes/Moreira)
7. "Ao Poeta" (Galvão/P. Gomes/Moreira)
8. "Reis da Bola" (Galvão/P. Gomes/Moreira)
9. "Bolado" (Jorginho Gomes/P. Gomes)